# Gråkammen
Der Gråkammen (übersetzt: Graukamm) ist ein Gebirgskamm im ostantarktischen Königin-Maud-Land. Er ragt zwischen den Grauen Hörnern und dem Aurdalen in der Westlichen Petermannkette des Wohlthatmassivs auf. Zu diesem Gebirgskamm gehören der Tambovskaya Peak und der Solowjowberg.
Entdeckt und kartiert wurde er bei der Deutschen Antarktischen Expedition 1938/39 unter der Leitung des Polarforschers Alfred Ritscher. Teilnehmer der Dritten Norwegischen Antarktisexpedition (1956–1960) nahmen anhand eigener Vermessungen und mithilfe von Luftaufnahmen eine neuerliche Kartierung vor und gaben der Formation ihren deskriptiven Namen.